# Werben (Zossen)
Werben ist ein Gemeindeteil von Glienick, einem Ortsteil der Stadt Zossen im Landkreis Teltow-Fläming (Brandenburg). Das mittelalterliche Dorf fiel wahrscheinlich in der 2. Hälfte des 14. Jahrhunderts wüst und wurde zu Beginn des 16. Jahrhunderts als Gutssiedlung wieder aufgebaut. Es bildete später einen eigenen Gutsbezirk, der 1898 mit der Gemeinde Glienick vereinigt wurde.

## Geographische Lage
Die frühere Gemarkung von Werben umfasst den westlichsten Teil der Gemarkung von Glienick, liegt daher im nordwestlichen Teil des Gebietes der Stadt Zossen. Es grenzt im Norden an Wietstock und Groß Schulzendorf (beides Ortsteile der Stadt Ludwigsfelde), im Süden und Westen an Schünow und Nunsdorf (beides Ortsteile der Stadt Zossen).

## Geschichte und Etymologie

### 13. bis 16. Jahrhundert
Das früher genannte Ersterwähnungsdatum 1346 beruht auf einer falschen Datierung der Meißner Bistumsmatrikel. Allerdings dürfte diese heute auf 1495 datierte Urkunde auf eine ältere Urkunde zurückgreifen, denn es wird noch eine Kapelle erwähnt, die 1495 mit großer Wahrscheinlichkeit nicht mehr vorhanden war. Nach allerdings späteren Urkunden hatte das Dorf ursprünglich wohl 11 Hufen. Vermutlich in der 2. Hälfte des 14. Jahrhunderts fiel der Ort wüst. Der Name leitet sich nach Gerhard Schlimpert von einer aso./plb. Grundform *Virbn- = Weide, Salix her.
1515 gehörten der Familie Bellin zu Mittenwalde auf der wüsten Feldmark Werben zwei, damals wüste Höfe mit 7 Hufen. Dazu kamen noch Kavelwiesen und eine Wiese unter dem Rehberg gelegen. Sie besaßen auch das Ober- und Untergericht. 1536 kam dieser Anteil an die von Bardeleben und danach an das Amt Zossen. Ein zweiter Anteil, ein Hof mit vier Hufen, war bis 1520 wieder aufgebaut worden, denn noch vor 1521 verkaufte Hans Schonwitz diesen Hof an die von Lietzen in Märkisch Wilmersdorf. 1580 gehörten zu diesem Besitz noch fünf Kavelwiesen. Dieser Hof wurde vor 1580 an das Amt Zossen zur Bildung des Vorwerks auf der Gemarkung Werben abgetreten. Nach dem Erbregister des Amtes Zossen von 1583 betrieb das Amt Zossen ein Vorwerk auf der Feldmark Werben, zu dem 568 Morgen157 Quadratruten Acker und eine Wiese, genannt der Lugk gehörte. Auf der Wiese konnten 80 Fuder Heu geerntet werden. Dazu kam noch eine erst 1573 gerodete neue Wiese, auf der 40 Fuder Heu geerntet werden konnten. Diese war 18 Morgen und 191 Quadratruten groß. Weiterhin existierte eine Schäferei, in der 1000 Schafe gehalten wurden. Zum Vorwerk Werben gehörte außerdem die Schäferei auf der Gemarkung Glienick, in der 800 Schafe gehalten wurden.

### 17. und 18. Jahrhundert

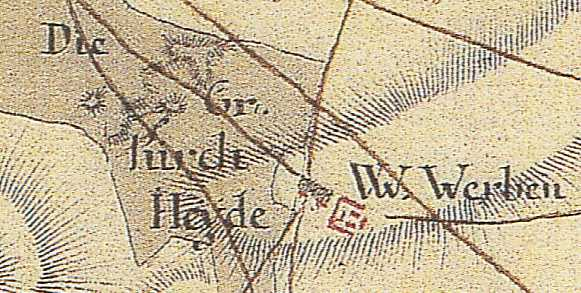
Werben auf der Schmettauschen Karte von 1767

Über Zerstörungen im Dreißigjährigen Krieg ist nichts bekannt. 1655 wird der Heuertrag mit 158 Fuder Heu angegeben. Auf den Äckern wurde Roggen, Gerste und Buchweizen angebaut. Im Jahr 1711 lebten in Werben der Schäfer, der große und der kleine Knecht. Für 1734 wird die Zahl der Bewohner mit 34 angegeben. 1745 gab es das Vorwerk mit der Schäferei und drei Familienhäuser. 1755 gehörten zum Vorwerk 1700 Morgen 112 Quadratruten Acker, 273 Morgen 114 Quadratruten Wiese, vier Morgen 9 Quadratruten Garten. Angebaut wurden Winterroggen, „kleine Gerste“, Hafer, Erbsen und Buchweizen. An Tieren waren vier Pferde, sechs Fohlen, 30 Ochsen, neun Stiere, drei Deputatkühe und 20 Stück Jungvieh auf dem Hof. In der zum Vorwerk gehörigen Glienicker Schäferei wurden 2000 Schafe gehalten, 20 Kühe und 10 Stücke Güstevieh. Auch der Glienicker Weinberg gehörte zum Amtsvorwerk.

### 19. Jahrhundert

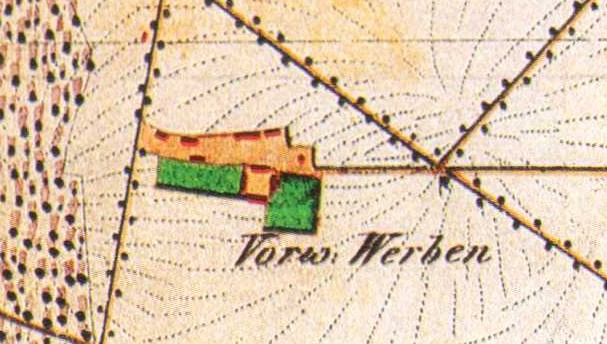
Werben auf dem Urmesstischblatt von 1840

1801 zählte Werben acht Feuerstellen, außerdem war ein Unterförster ansässig; es gab acht Feuerstellen (=Haushalte). 1815 wurde das Vorwerk privatisiert und an den Amtmann List zu Gallun verkauft. Noch vor 1840 veräußerte dieser es weiter an den Amtmann Krohn. 1860 gehörten zum Amtsvorwerk 2595 Morgen, davon 4 Morgen Gehöfte, 11 Morgen Gartenland, 1530 Morgen Acker, 250 Morgen Wiese, 100 Morgen Weide und 700 Morgen Wald. Es gab fünf Wohn- und sechs Wirtschaftsgebäude. Werben hatte 53 Einwohner. 1898 kaufte die Landesbank das Gut von den Krohn'schen Erben und wollte das Gelände parzellieren. Es wurde zunächst nach Glienick eingemeindet. 1899 wurden die Pläne zur Parzellierung fallen gelassen und das Gut an die Gemeinde Groß-Lichterfelde verkauft. Diese nutzte es als Rieselgut.

### 20. und 21. Jahrhundert
Nach dem Zweiten Weltkrieg bildete sich 1952 eine LPG Typ I, die 1954 in eine LPG Typ III umgewandelt wurde. Bereits 1956 wurde sie an die LPG in Glienick angeschlossen.

## Bevölkerungsentwicklung
| Jahr      | 1734 | 1772 | 1801 | 1817 | 1840 | 1858 | 1895 | 1925 |
| Einwohner | 34   | 39   | 50   | 62   | 67   | 53   | 48   | 150  |

## Politische Geschichte
Das Dorf Werben gehörte im Mittelalter zur Herrschaft Zossen. 1490 wurde die Herrschaft Zossen vom brandenburgischen Kurfürsten Johann Cicero gekauft, der sie in ein kurfürstliches Amt umwandelte. Mit Ausbildung der Kreisordnung kam Werben zum Kreis Teltow. 1898 wurde der Gutsbezirk Werben nach Glienick eingemeindet. 1932 und 1950 wurde der Ort als Wohnplatz von Glienick geführt. 1952 wurde der Kreis Teltow aufgelöst und Glienick mit Werben kam zum Kreis Zossen (1990 bis 1993 Landkreis Zossen). 1957 wurde Werben Ortsteil von Glienick. 1993 entstand aus drei Altkreisen, darunter der Kreis Zossen der neue Landkreis Teltow-Fläming. Seit der gesetzlich verordneten Eingliederung von Glienick im Jahr 2003 in die Stadt Zossen ist Werben ein Gemeindeteil von Glienick.

## Naturdenkmal

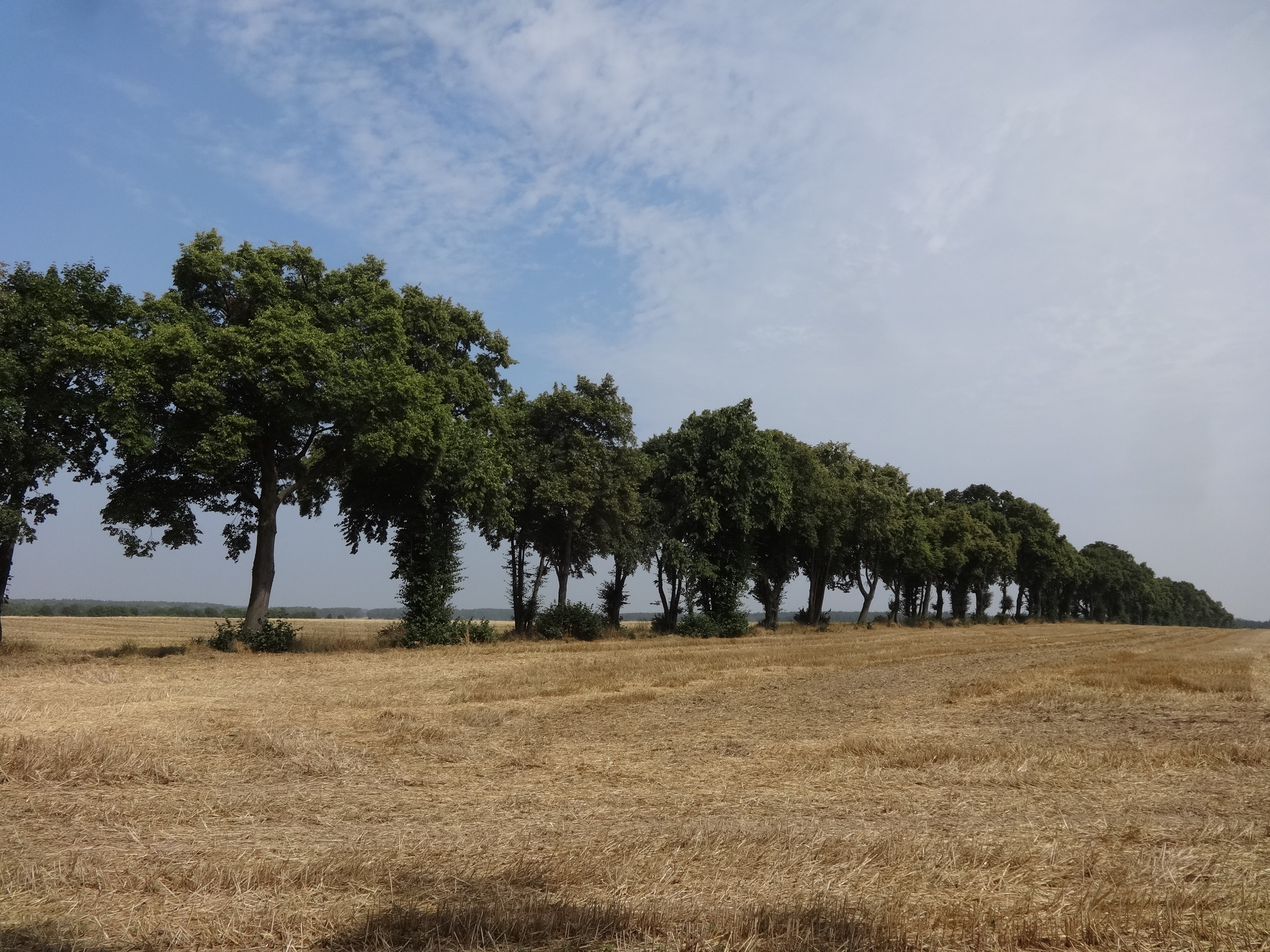
Linden am Lindenweg

Die Denkmalliste des Landkreises Teltow-Fläming verzeichnet auf der früheren Gemarkung Werben ein einziges Naturdenkmal:
- eine Reihe von Linden im Lindenweg, wegen ihrer Ausbildungsform und ihrer das Ortsbild prägenden Schönheit